# قلعه فراموشی
گلگرد که در منابع ارمنی اندمشن یا انوش‌برد و در یونانی φρούριον της Λήθης ذکر شده که نام‌های خارجی ذکرشده به معنی قلعهٔ فراموشی هستند، زندان مستحکمی واقع در خوزستان در زمان ساسانیان بوده‌است. از آنجا که طبق قانون نام زندانیان و حتی نام آن مکان را کسی نبایستی بر زبان می آورد، این مکان را قلعهٔ فراموشی می‌خواندند. یک نوع قلعه باستیل محسوب می‌شده‌است و به‌خصوص جایی برای حبس و حذف اشخاص بلند مرتبه بوده است. 
چندین نفر از خاندان سلطنتی در این زندان افتاده بودند که از آنجمله آرشاک دوم پادشاه ارمنستان می‌باشد. به نقل از پروکوپیوس، قباد یکم (پادشاه ساسانی که دو بار بر تخت پادشاهی ایران نشست، بار نخست میان سال‌های ۴۸۸ تا ۴۹۶ میلادی و بار دوم ۴۹۹ تا ۵۳۱ میلادی) پس از محرومیت از تاج و تخت در آنجا زندانی بود و از همانجا به کمک همسرش که موفق به ملاقات با او شده بود  فرار اختیار نمود. بعدها شیرویه عده‌ای از زندانیان آنجا را آزاد کرد و ایشان به او کمک نمودند تا توانست پدر خویش خسرو پرویز را از تخت پایین آورد.
در یک مورد اسیران شهر دارا که به همراه کادوسی‌ها زندانی بودند، موفق به فرار و بازگشت به خاک روم شدند.
امیانوس مارسلینوس نام این زندان را قلعه Agabana خوانده است (مقایسه کنید با نام شهر آگامنا در جنوب میان‌رودان). تئوفیلاکتوس نام این زندان را به یونانی گیلیگردون (Γιλιγέρδων) ذکر کرده است که احتمالا از فارسی میانه *گلکرت/گلگرد است. هنری راولینسون بنایی با نام «قلعه گِلگِرد» در پای تپه‌های موسوم به گلگرد ضبط کرده و به دوران ساسانی نسبت داده است، بنایی که بعدتر قلعه سوسن نام گرفت که بر لب رود کارون نزدیک شوشتر واقع شده است، با مختصات ۳۲°۰۱′۵۹″شمالی ۴۹°۵۱′۰۰″شرقی / ۳۲٫۰۳۳°شمالی ۴۹٫۸۵°شرقی. اریش کتنهوفن این قلعه را همان قلعه فراموشی می‌داند.